# Как дед за дождём ходил
Как дед за дождём ходил — советский мультипликационный фильм, снятый режиссёром Кузьмой Кресницким в 1986 году на киностудии Беларусьфильм.

## Сюжет
Сказка о похождениях смелого, находчивого мужика, о его встрече с молниями, грозой, бурей. Именно они помогают ему добыть дождь и спасти урожай от засухи.

## Съёмочная группа
| Режиссёр-постановщик | Кузьма Кресницкий |
| Автор сценария       | Игорь Бурсов |
| Оператор-постановщик | Юрий Мильтнер |
| Художник-постановщик | А. Булай |
| Эскизы               | Н. Байрачный |
| Мультипликаторы      | Юрий Бутырин, Виталий Бобровский, Валерий Козлов, А. Горулёв                                                                           |
| Композитор           | В. Курьян |
| Звукооператор        | В. Баев |
| Роли озвучивали      | Борис Рунге — Дед, Мария Виноградова — Бабка; Молния, Александр Леньков — Ветерок, Борис Новиков — Заяц, Роман Филиппов — Гром-водовоз |
| Ассистент режиссёра  | Г. Поночевная |
| Ассистент оператора  | Н. Молоткова |
| Монтаж               | С. Аксёнова |
| Текст песни          | Игорь Бурсов |
| Редактор             | С. Булыга |
| Директор             | Ольга Оноприенко |

## Критика
Авторы седьмого тома многотомного издания «Республика Беларусь — 25 лет созидания и свершений» утверждали, что фильм «Как дед за дождём ходил» вошёл в золотой фонд белорусского кино.